# سامسونگ اس‌جی‌اچ-تی۶۲۹
سامسونگ اس‌جی‌اچ-تی۶۲۹ یک‌نمونه از گوشی‌های تلفن همراه سری T شرکت سامسونگ می‌باشد که توسط همین شرکت به بازار عرضه شده‌است.